# Promachus smithi
Promachus smithi là một loài ruồi trong họ Asilidae. Promachus smithi được Parui & Joseph miêu tả năm 1994. Loài này phân bố ở miền Ấn Độ - Mã Lai.